# Épreuve du kilomètre aux Jeux olympiques d'été de 1992
Navigation
Séoul 1988 Atlanta 1996
L'épreuve du kilomètre masculine aux Jeux de 1992 consiste en une course contre-la-montre dans laquelle chacun des 32 participants essaye d'établir le meilleur temps en parcourant quatre tours de piste (1 kilomètre).
À domicile, José Manuel Moreno devient le premier champion olympique espagnol en cyclisme de l'histoire.

## Course (27 juillet)
| Rang | Athlète               | Pays               | Temps          |
| ---- | --------------------- | ------------------ | -------------- |
| 1    | José Manuel Moreno    | Espagne            | 1 min 03 s 342 |
| 2    | Shane Kelly           | Australie          | 1 min 04 s 288 |
| 3    | Erin Hartwell         | États-Unis         | 1 min 04 s 753 |
| 4    | Jens Glücklich        | Allemagne          | 1 min 04 s 798 |
| 5    | Adler Capelli         | Italie             | 1 min 05 s 065 |
| 6    | Frédéric Lancien      | France             | 1 min 05 s 157 |
| 7    | Jon Andrews           | Nouvelle-Zélande   | 1 min 05 s 240 |
| 8    | Gene Samuel           | Trinité-et-Tobago  | 1 min 05 s 485 |
| 9    | Dirk Jan van Hameren  | Pays-Bas           | 1 min 05 s 524 |
| 10   | Keiji Kojima          | Japon              | 1 min 05 s 994 |
| 11   | Ingus Veips           | Lettonie           | 1 min 06 s 074 |
| 12   | Alexandre Kiritchenko | Équipe unifiée     | 1 min 06 s 137 |
| 13   | Christian Meidlinger  | Autriche           | 1 min 06 s 509 |
| 14   | Anthony Stirrat       | Grande-Bretagne    | 1 min 06 s 522 |
| 15   | Mika Hämäläinen       | Finlande           | 1 min 06 s 808 |
| 16   | Rocco Travella        | Suisse             | 1 min 06 s 811 |
| 17   | Mario Pons            | Équateur           | 1 min 06 s 878 |
| 18   | César Muciño          | Mexique            | 1 min 06 s 984 |
| 19   | Tom Steels            | Belgique           | 1 min 07 s 085 |
| 20   | Grzegorz Krejner      | Pologne            | 1 min 07 s 235 |
| 21   | Kiril Georgiev        | Bulgarie           | 1 min 07 s 371 |
| 22   | Sergio Rolando        | Argentine          | 1 min 08 s 267 |
| 23   | Kurt Innes            | Canada             | 1 min 08 s 593 |
| 24   | Livingstone Alleyne   | Barbade            | 1 min 09 s 014 |
| 25   | José Velásquez        | Colombie           | 1 min 10 s 143 |
| 26   | Sean Bloch            | Afrique du Sud     | 1 min 10 s 145 |
| 27   | Herry Janto Setiawan  | Indonésie          | 1 min 10 s 342 |
| 28   | Mohamed Reza Banna    | Iran               | 1 min 11 s 036 |
| 29   | Andrew Myers          | Jamaïque           | 1 min 13 s 186 |
| 30   | Pedro Vaca            | Bolivie            | 1 min 14 s 475 |
| 31   | Neil Lloyd            | Antigua-et-Barbuda | 1 min 14 s 816 |
| 32   | Don Campbell          | Îles Caïmans       | 1 min 16 s 192 |

## Sources
- Résultats